# Molossus melini
Molossus melini es una especie de murciélago molósido del género Molossus, cuyos integrantes son denominados comúnmente molosos cola gruesa. Habita en regiones templadas del centro-este del Cono Sur de Sudamérica.

## Taxonomía
Descripción original
Esta especie fue descrita originalmente en el año 2021 por un equipo interdisciplinario de científicos de Rosario, Tucumán y Uruguay, compuesto por María Eugenia Montani —coordinadora del área Zoología del Museo Provincial de Ciencias Naturales Dr. Ángel Gallardo—, Ivanna Haydée Tomasco, Ignacio Martín Barberis, Marcelo Carlos Romano, Rubén Marcos Barquez y María Mónica Díaz. Fueron partícipes de esa investigación numerosas instituciones: el Programa de Investigaciones de Biodiversidad Argentina (PIDBA), el Programa de Conservación de Murciélagos de Argentina (PCMA), el CONICET, la Fundación Miguel Lillo, el Departamento de Ecología y Evolución de la Facultad de Ciencias de la Universidad de la República (Uruguay), la Facultad de Ciencias Agrarias de la UNR, el Instituto de Investigaciones en Ciencias Agrarias de Rosario (IICAR) y el Centro de Investigaciones en Biodiversidad y Ambiente (ECOSUR).
Etimología
Etimológicamente, el término genérico Molossus procede de Moloso, quien en la mitología griega era hijo de Neoptólemo y Andrómaca, y que dio nombre a Molosia, antigua región del noreste de Grecia, en el Epiro. Los grandes perros que allí se criaban dieron nombre a un tipo canino, el de los molosos. A estos murciélagos les otorgaron dicho nombre en similitud con aquellos perros, al tener también el labio superior lateralmente pendiente.
El epíteto específico melini es un epónimo que refiere al nombre de la persona a quien fue dedicada, el cacique ranquel Melin (Milin o Melín), en alusión a la laguna Melincué, cercana a la localidad tipo de la especie —pero con una historia toponímica anterior—.

## Distribución geográfica y hábitat
La localidad tipo de Molossus melini se encuentra ubicada al sur de la laguna Melincué un cuerpo acuático endorreico del departamento General López, en la parte austral de la provincia de Santa Fe, en el centro-este de la Argentina. Esa zona pertenece al sector septentrional de la Ecorregión terrestre pampas húmedas, que está próxima al área donde comienza el ecotono con la del espinal. Habita en estepas, arboledas y áreas de explotaciones agropecuarias bajo un clima templado. Su dieta se basa en insectos.

## Caracterización y relaciones filogenéticas
Molossus melini puede distinguirse de las demás especies del género Molossus por exhibir un pelaje de coloración marcadamente rufa, por ser la longitud de su antebrazo mayor a 41 mm, por contar con pelos dorsales bicolores y largos (alrededor de 5 mm), por tener el foramen infraorbitario orientado lateralmente y por presentar incisivos superiores largos, proyectados anteriormente como pinzas.
Mediante pruebas y análisis multivariados, se comparó la morfología externa y craneal de Molossus melini respecto a las de otras especies similares, para determinar las diferencias morfométricas que posee. El árbol de taxones, construido a partir de la concatenación de genes nucleares y mitocondriales, sugirió que M. melini sería parte de un clado formado por M. aztecus, M. rufus, M. currentium, M. pretiosus y M. sinaloae.